# Ovaticoccus adoxus
Ovaticoccus adoxus är en insektsart som först beskrevs av Ferris 1955.  Ovaticoccus adoxus ingår i släktet Ovaticoccus och familjen filtsköldlöss. Inga underarter finns listade i Catalogue of Life.